# Skate Canada 1999
Navigation
Édition précédente Édition suivante
Le Skate Canada (ou Internationaux Patinage Canada) est une compétition internationale de patinage artistique qui se déroule au Canada au cours de l'automne. Il accueille des patineurs amateurs de niveau senior dans quatre catégories: simple messieurs, simple dames, couple artistique et danse sur glace.
Le vingt-sixième Skate Canada est organisé du 4 au 7 novembre 1999 au Harbour Station de Saint-Jean dans la province du Nouveau-Brunswick. Il est la deuxième compétition du Grand Prix ISU senior de la saison 1999/2000.

## Résultats

### Messieurs
| Rang | Nom              | Pays        | Points | Prog. court | Prog. libre |
| ---- | ---------------- | ----------- | ------ | ----------- | ----------- |
| 1    | Aleksey Yagudin  | Russie      | 1.5    | 1           | 1           |
| 2    | Elvis Stojko     | Canada      | 4.0    | 2           | 3           |
| 3    | Takeshi Honda    | Japon       | 4.5    | 5           | 2           |
| 4    | Todd Eldredge    | États-Unis  | 6.0    | 4           | 4           |
| 5    | Li Chengjiang    | Chine       | 7.5    | 3           | 6           |
| 6    | Laurent Tobel    | France      | 8.0    | 6           | 5           |
| 7    | Ben Ferreira     | Canada      | 10.5   | 7           | 7           |
| 8    | Patrick Meier    | Suisse      | 12.5   | 9           | 8           |
| 9    | Dmytro Dmytrenko | Ukraine     | 13.0   | 8           | 9           |
| 10   | Silvio Smalun    | Allemagne   | 15.0   | 10          | 10          |
| 11   | Neil Wilson      | Royaume-Uni | 16.5   | 11          | 11          |
| 12   | Frédéric Dambier | France      | 18.0   | 12          | 12          |

### Dames
| Rang | Nom               | Pays       | Points | Prog. court | Prog. libre |
| ---- | ----------------- | ---------- | ------ | ----------- | ----------- |
| 1    | Michelle Kwan     | États-Unis | 1.5    | 1           | 1           |
| 2    | Julia Soldatova   | Russie     | 3.5    | 3           | 2           |
| 3    | Jennifer Robinson | Canada     | 4.0    | 2           | 3           |
| 4    | Amber Corwin      | États-Unis | 7.5    | 7           | 4           |
| 5    | Silvia Fontana    | Italie     | 7.5    | 5           | 5           |
| 6    | Júlia Sebestyén   | Hongrie    | 8.0    | 4           | 6           |
| 7    | Anna Rechnio      | Pologne    | 10.0   | 6           | 7           |
| 8    | Michelle Currie   | Canada     | 12.0   | 8           | 8           |

### Couples
| Rang | Nom                                       | Pays       | Points | Prog. court | Prog. libre |
| ---- | ----------------------------------------- | ---------- | ------ | ----------- | ----------- |
| 1    | Elena Berejnaïa / Anton Sikharulidze      | Russie     | 1.5    | 1           | 1           |
| 2    | Kyoko Ina / John Zimmerman                | États-Unis | 4.0    | 4           | 2           |
| 3    | Kristy Sargeant / Kris Wirtz              | Canada     | 4.0    | 2           | 3           |
| 4    | Pang Qing / Tong Jian                     | Chine      | 5.5    | 3           | 4           |
| 5    | Julia Obertas / Dmitry Palamarchuk        | Ukraine    | 7.5    | 5           | 5           |
| 6    | Valerie Saurette / Jean-Sébastien Fecteau | Canada     | 9.0    | 6           | 6           |
| 7    | Jacinthe Larivière / Lenny Faustino       | Canada     | 11.0   | 8           | 7           |
| 8    | Tiffany Stiegler / Johnnie Stiegler       | États-Unis | 11.5   | 7           | 8           |

### Danse sur glace
| Rang | Nom                                     | Pays       | Points | Danse imposée | Danse originale | Danse libre |
| ---- | --------------------------------------- | ---------- | ------ | ------------- | --------------- | ----------- |
| 1    | Margarita Drobiazko / Povilas Vanagas   | Lituanie   | 2.0    | 1             | 1               | 1           |
| 2    | Olena Hrushyna / Ruslan Honcharov       | Ukraine    | 4.0    | 2             | 2               | 2           |
| 3    | Isabelle Delobel / Olivier Schoenfelder | France     | 6.0    | 3             | 3               | 3           |
| 4    | Marie-France Dubreuil / Patrice Lauzon  | Canada     | 8.0    | 4             | 4               | 4           |
| 5    | Megan Wing / Aaron Lowe                 | Canada     | 10.0   | 5             | 5               | 5           |
| 6    | Debbie Koegel / Oleg Fediukov           | États-Unis | 12.0   | 6             | 6               | 6           |
| 7    | Zhang Wina / Cao Xianming               | Chine      | 14.0   | 7             | 7               | 7           |
| 8    | Kornélia Bárány / András Rosnik         | Hongrie    | 16.4   | 9             | 8               | 8           |
| 9    | Véronique Delobel / Olivier Chapius     | France     | 17.6   | 8             | 9               | 9           |

## Sources
- (en) Résultats du Skate Canada 1999 sur le site de l'International Skating Union
- Résultats du Skate Canada 1999
- Patinage Magazine N°70 (Janvier 2000)